# 링겐베르크
링겐베르크(독일어: Ringgenberg, 때로는 다른 ‘링겐베르크’와 구별하기 위해 링겐베르크 BE로 표기함)는 스위스 베른주의 인터라켄-오버하슬리구에 있는 마을이자 시정촌이다. 링겐베르크의 마을 외에, 시정촌에는 골드스빌 마을도 포함된다.
링겐베르크는 브리엔츠호의 북쪽 기슭에 위치하고 있다. 그것은 17세기에 성터의 폐허 위에 지어진 작은 교회가 있다.
링겐베르크와 골드스빌은 23,300명의 주민이 있는 인터라켄 소규모 광역권에 속한다 (2014).

## 역사

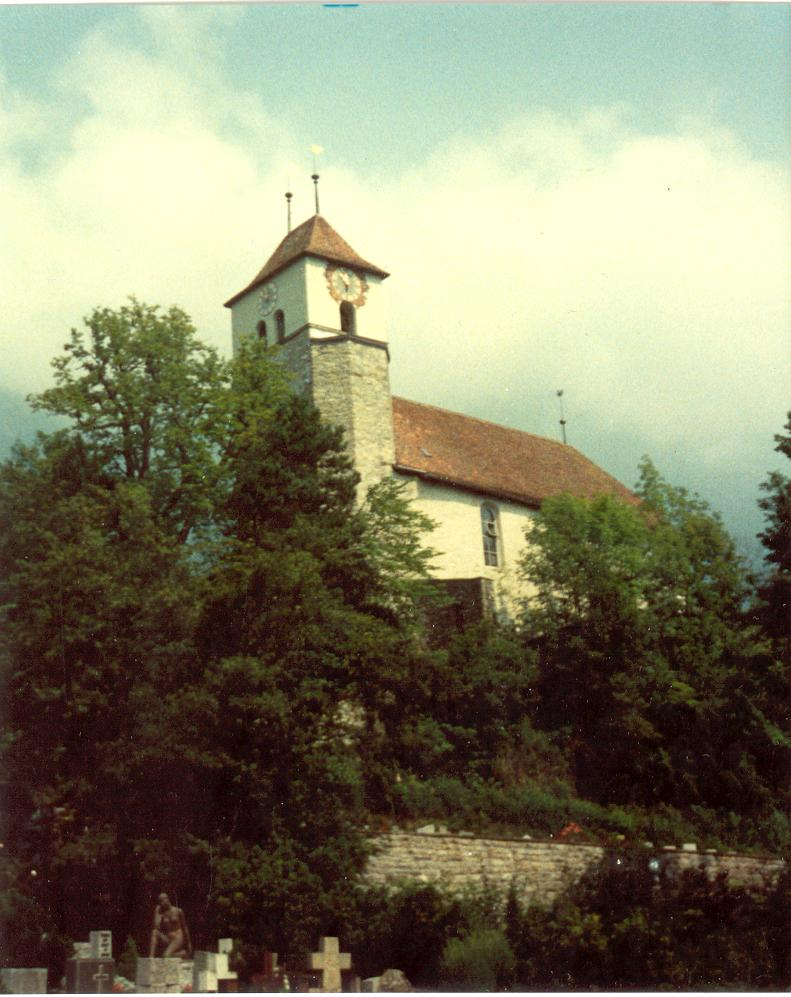
링겐베르크 교회, 1670년 링겐베르크 성터에 지어졌다

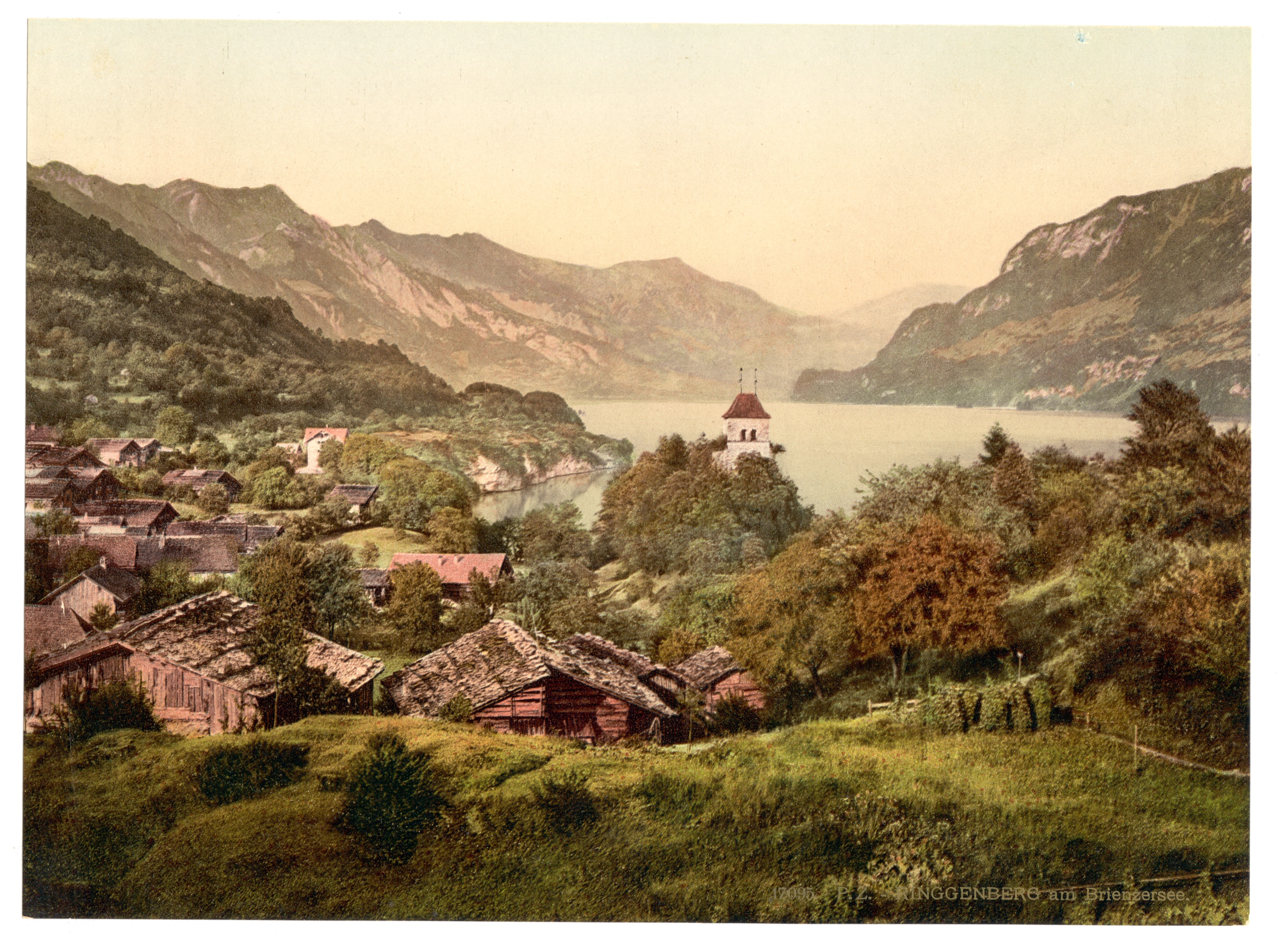
링겐베르크에서 1890년부터 1900년까지 우편엽서

이 지역에서 가장 오래된 정착지의 흔적은 마을과 골드스빌-메텔리에서 발견된 신석기 시대 무덤이다.
링겐베르크의 원래 이름은 1240년의 역사 기록에 나오는 Rinchenwile였다. 이 이름은 고대 독일인의 개인 이름인 Rinco 또는 Rincho와 지명이 -wilari(작은 마을)로 끝나는 데서 유래했다. 현대적인 이름은 중세에 지어진 성(부르크)이 있는 Ringgenwil의 생략을 기반으로 한다.
1230년 쿠노 폰 브리엔츠는 신성 로마 제국 황제인 독일 황제 프리드리히 2세에 의해 브리엔츠호 지역의 군주로 임명되어 링겐베르크에 성을 건설했다. 귀족 가문은 링겐베르크에서 이름을 따왔다. 요한 폰 링겐베르크는 이 가문의 가장 중요한 구성원이었다. 그는 "검과 수금을 동등하게 다루는 기사"로 알려졌다. 그의 노래는 코덱스 마네세(Codex Manesse) 컬렉션에서 1300년경 취리히에서 수집되었다.
13세기 동안 링겐베르크 백작은 종종 인터라켄 수도원을 희생시키면서 세력을 확장했다. 필리프 폰 링겐베르크(1351-1374) 시대에 부동산이 파괴되기 시작했다. 1351년에 부지의 일부가 수도원에 매각되었다. 1381년 링겐베르크성은 우리주의 군대에 의해 불타고, 약탈당했으며, 피터만 폰 링겐베르크 백작은 사슬로 옵발덴으로 끌려갔다. 1386년에 성과 토지는 베른에 할당되었다. 그러나 도시는 불타버린 성을 재건할 자금이 부족했고 1411년과 1439년에 성과 마을의 일부가 인터라켄에 매각되었다. 몇 년 후인 1445년에 베른은 땅을 되찾았지만, 1457년에 다시 잃었다.
1528년, 베른시는 개신교 종교 개혁의 새로운 신앙을 채택하고 그것을 베른고원에 강요하기 시작했다. 링겐베르크는 다른 많은 마을과 수도원에 합류하여 새로운 신앙에 대한 반란에 실패했다. 베른이 오버란트에 자신의 의지를 강요한 후, 그들은 수도원을 세속화하고 모든 수도원 땅을 합병했다. 링겐베르크는 인터라켄의 베른 영지의 일부가 되었다.
이 교회는 건축가 아브라함 둔츠에 의해 1670년 링겐베르크 성터에 세워졌다. 인상적인 건물은 도시와 호수 사이의 언덕에 서 있다.
1853년에 골드스빌과 링겐베르크의 분리된 지자체가 통합되었다. 작은 호수인 부르크젤리는 두 마을 사이에 있다.
1848년에 링겐베르크와 지역의 다른 마을을 연결하는 브리엔츠 호수 기슭을 따라 도로가 건설되었다. 1888년에 호숫가에 항구가 건설되어 증기선이 정박할 수 있고 관광객들이 1870년에 개장한 마을의 온천을 방문할 수 있다. 1916년에는 마을을 통과 하는 브뤼닉 철도의 마지막 구간이 완성되었다. 오늘날 지역 경제는 시립 채석장의 관광, 건설 및 광업을 기반으로 한다. 또한 많은 주민들이 인터라켄으로 통근한다.
Ringgenberg, Ringenberg 및 Rinkenberg의 성을 가진 많은 사람들의 출신 지자체이다.

## 지리

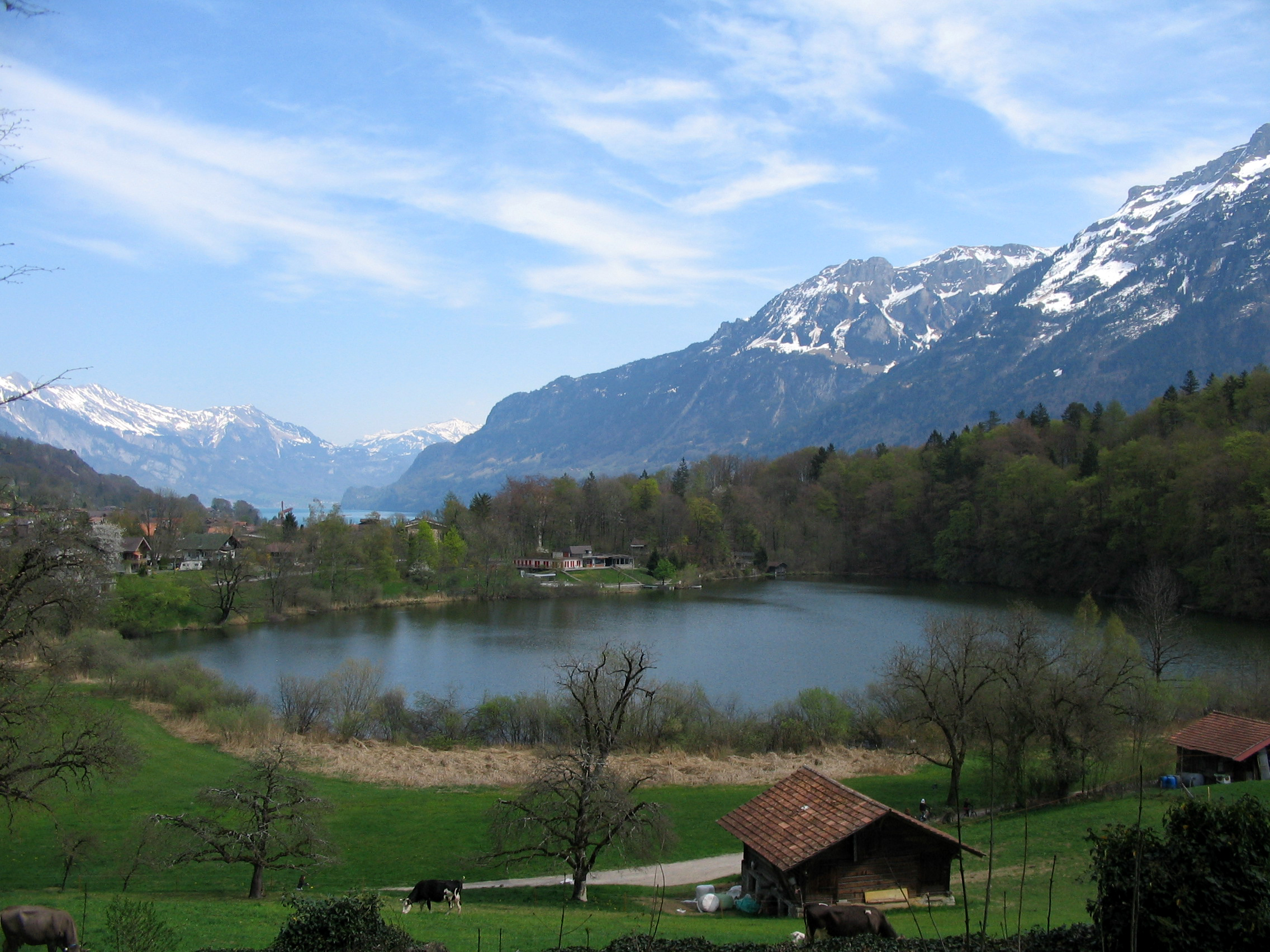
부르크젤리는 링겐베르크와 골드스빌을 분할한다

링겐베르크의 면적은 8.73k㎡이다. 이 면적 중 1.7k㎡ (19.4%)가 농업 목적으로 사용되는 반면 5.62k㎡ (64.2%)는 산림이다. 나머지 토지 중 1.02k㎡ (11.7%)가 정착(건물 또는 도로), 0.06k㎡ (0.7%)가 강 또는 호수이며, 0.33k㎡ (3.8%)는 비생산적인 토지이다.
건축면적 중 주택과 건물이 6.3%, 교통기반시설이 2.9%를 차지했다. 산림면적 중 58.3%는 산림이 우거져 있고 5.9%는 과수원이나 작은 나무 군락으로 덮여 있다. 농경지의 15.0%는 목초지이고, 4.3%는 고산 목초지로 사용된다. 시정촌의 모든 물은 호수에 있다.
시정촌은 브리엔츠호 유역에 인터라켄의 북동쪽에 위치하고 있다. 링겐베르크와 골드스빌 마을, 인근 산의 고산 캠프와 정착지로 구성되어 있다.
2009년 12월 31일에 시정촌의 이전 지구인 인터라켄군이 해산되었다. 다음 날 2010년 1월 1일에 새로 설립된 인터라켄-오버하슬리구에 합류했다.

## 인구 통계

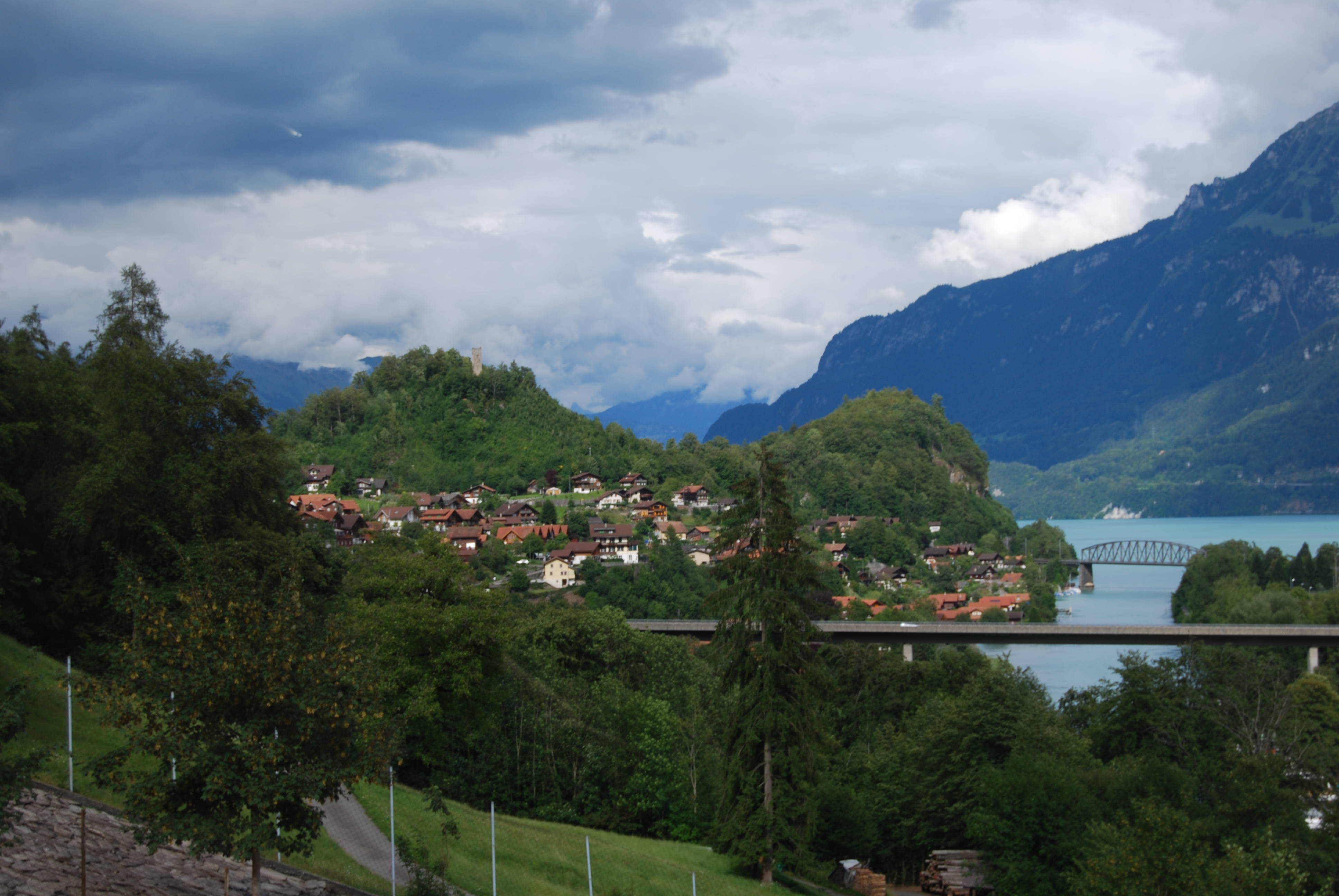
링겐베르크 마을

2020년 12월 기준, 링겐베르크의 인구는 2,588명이다. 2010년 기준으로 인구의 9.0%가 거주하는 외국인이다. 2000년부터 2010년까지 지난 10년 동안 인구는 7.2%의 비율로 변화했다. 이민은 6.6%, 출생 및 사망은 0.6%를 차지했다.
2000년 기준, 인구 대부분인 2,408명(94.3%)이 독일어를 모국어로 사용하고, 알바니아어가 34명(1.3%)으로 두 번째로 많이 사용되고, 영어가 23명(0.9%)으로 세 번째로 사용된다. 프랑스어를 할 줄 아는 사람이 15명, 이탈리아어를 할 줄 아는 사람이 19명, 로만슈어를 할 줄 아는 사람이 1명 있다.
2008년 기준으로 인구는 남성 49.6%, 여성 50.4%이다. 인구는 1,161명의 스위스 남성(인구의 44.9%)과 123명의 비스위스계 남성(4.8%)으로 구성되었다. 스위스 여성은 1,193명(46.1%), 비스위스계 여성은 111명(4.3%)이었다. 지자체의 인구 중 778 또는 약 30.5%가 링겐베르크에서 태어나 2000년에 그곳에 살았다. 같은 주에서 태어난 987 또는 38.6%가 있었고, 408 또는 16.0%가 스위스 다른 곳에서 태어났다. 267 또는 10.5%가 스위스 외부에서 태어났다.

2010년 기준으로 아동·청소년(0~19세)이 21.5%, 성인(20~64세)이 60%, 노인(64세 이상)이 18.5%를 차지한다.
2000년 기준으로 시정촌에 미혼이거나, 독신인 사람은 1,041명이다. 기혼자는 1,182명, 미망인은 203명, 이혼한 사람은 128명이었다.
2000년 기준 1인 가구는 349가구, 5인 이상 가구는 62가구이다. 2000년에는 총 1,022세대(전체의 77.0%)가 상설 임대되었으며, 220세대(16.6%)가 계절적 임대, 85세대(6.4%)가 비어 있었다. 2010년 기준 신규주택 건설률은 인구 1,000명당 1.5세대였다. 2011년 시정촌 공실률은 0.46%였다.
역사적 인구는 다음 차트에 나와 있다.

## 국가중요문화재

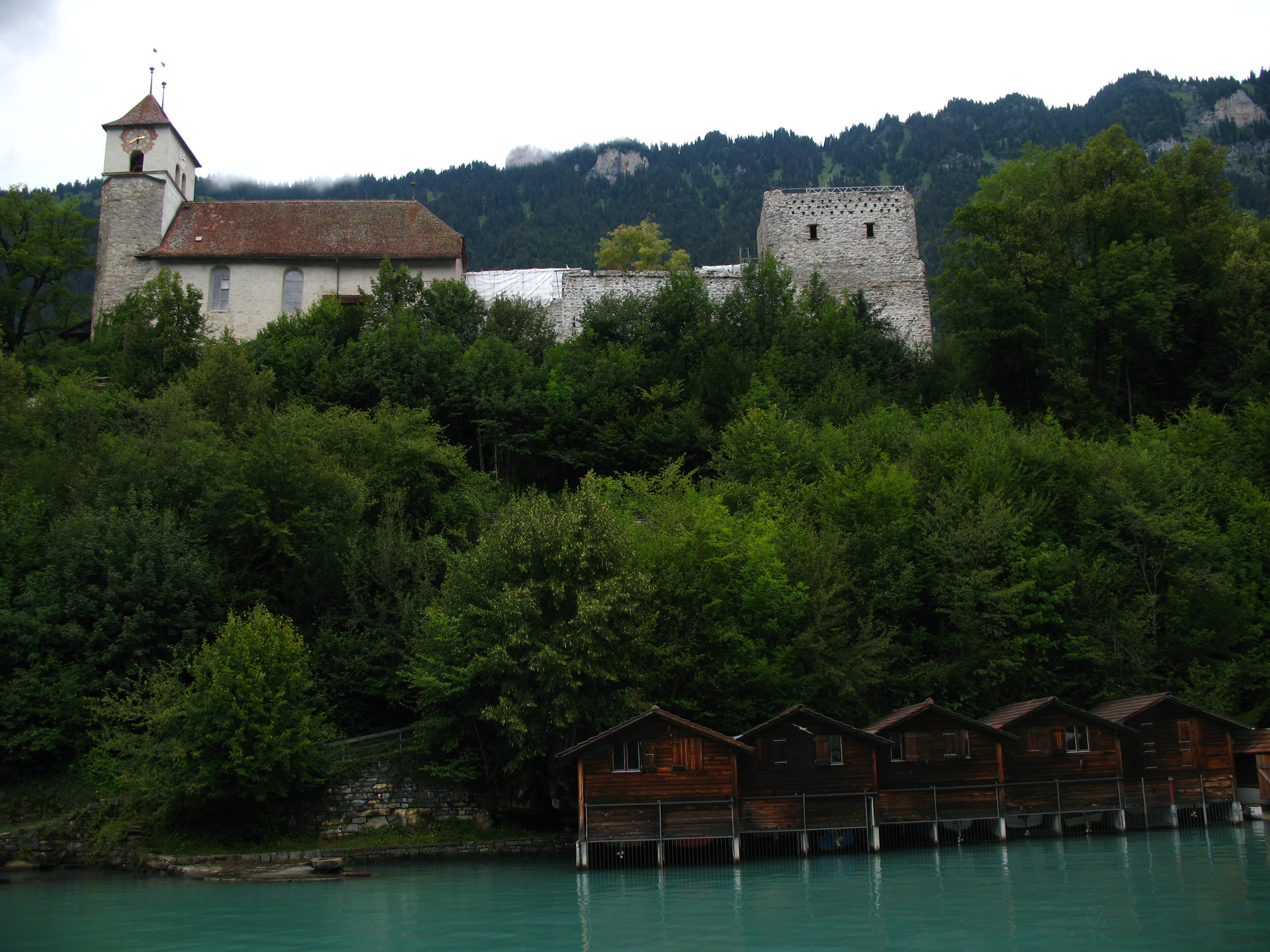
링겐베르크성의 유적과 교회

링겐베르크성의 교회와 유적은 국가적으로 중요한 단일 스위스 문화유산으로 등재되어 있다. 링겐베르크 마을 전체가 스위스 유산 목록의 일부이다.

## 정치
2011년 연방 선거에서 가장 인기 있는 정당은 33.7%의 득표율을 기록한 스위스인민당(SVP) 이었다. 그 다음으로 가장 인기 있는 3개 정당은 보수민주당(BDP) (18.7%), 사회민주당(SP) (14.7%), 녹색당 (9.7%)이었다. 이번 연방 총선에서는 총 878표가 투표됐고, 투표율은 44.7%였다.

## 경제
2011년 현재 링겐베르크의 실업률은 1.9%이다. 2008년 기준으로 시정촌에 고용된 사람은 총 724명이다. 이 중 1차 경제 부문에 39명이 고용되었고, 이 부문에 약 16개 기업이 참여했다. 198명이 2차 부문에 고용되었고, 이 부문에 31개의 기업이 있었다. 487명이 3차 부문에 고용되었으며, 이 부문에는 75개의 기업이 있다. 시정촌 주민은 1,244명으로 일정 정도 고용되었으며, 그중 여성이 전체 노동력의 42.8%를 차지하였다.
2008년에는 총 578개의 정규직에 상응하는 일자리가 있었다. 1차 부문의 일자리 수는 20개였으며, 그중 16개는 농업, 4개는 임업 또는 목재 생산이었다. 2차 부문의 일자리 수는 185개였으며, 그중 40개(21.6%)는 제조업, 3개(1.6%)는 광업, 141개(76.2%)는 건설에 종사했다. 3차 부문의 일자리 수는 373개였다. 3차 부문의 경우 58개(15.5%)는 도소매 또는 자동차 수리업, 7개(1.9%)는 물품의 이동 및 보관, 44개(11.8%)는 호텔 또는 레스토랑, 12개(3.2%)는 보험 또는 금융업이었다. 산업, 18개(4.8%)는 기술 전문가 또는 과학자, 40개(10.7%)는 교육, 149개(39.9%)는 의료 분야에 있었다.
2000년 기준으로 시정촌으로 출퇴근하는 근로자는 277명, 출퇴근 근로자는 809명이었다. 지자체는 근로자의 순수출 지자체로, 들어오는 1명당 약 2.9명의 근로자가 지자체를 떠나고 있다. 근로 인구의 13.1%가 대중교통을 이용하여 출퇴근하고, 52.3%가 자가용을 이용하였다.

## 종교

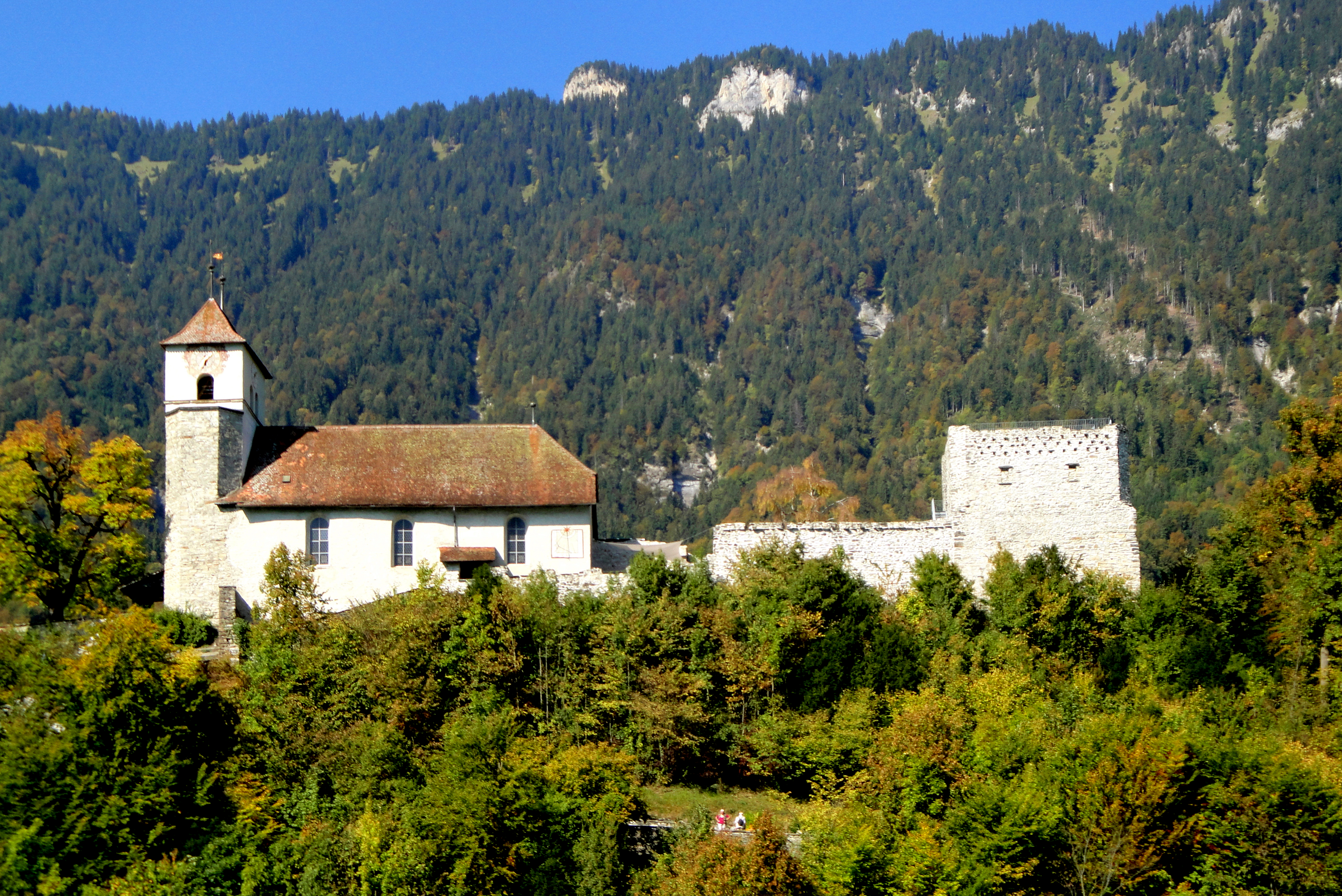
링겐베르크 교회와 성터

2000년 인구 조사에서 로마 가톨릭 신자는 289명(11.3%)이고 스위스 개혁 교회는 1,877명(73.5%) 이었다. 나머지 인구 중 정교회 교인이 12명(0.47%), 크리스찬 가톨릭 교회 교인이 2명(0.08%), 다른 기독교 교회에 속한 개인(7.05%)이 180명이 있었다. 유대인 1명, 이슬람교 43명(1.68%), 불교도 4명, 힌두교 3명, 다른 교회에 속한 1인이 있었다. 126명(4.93%)은 교회에 속하지 않았고, 불가지론자 또는 무신론자였으며, 104명(인구의 약 4.07%)은 질문에 대답하지 않았다.

## 교육
링겐베르크에서는 인구의 약 1,114명(43.6%)이 필수가 아닌 고등 중등 교육을 이수했으며, 235명(9.2%)이 추가 고등교육(대학 또는 응용학문대학)을 이수했다. 고등교육을 마친 235명 중 71.1%가 스위스 남성, 20.9%가 스위스 여성, 4.7%가 비스위스계 남성, 3.4%가 비스위스계 여성이었다.
베른주의 학교 시스템은 1년의 의무 없는 유치원, 6년의 초등학교를 제공한다. 이후 3년 동안의 의무적 중학교 과정을 거쳐 학생들을 능력과 적성에 따라 구분한다. 중학교 이하 학생들은 추가 학교에 다니거나 견습생으로 들어갈 수 있다.
2010-11학년도 동안 링겐베르크의 수업에 총 308명의 학생이 참석했다. 시정촌에는 총 30명의 학생이 있는 2개의 유치원 수업이 있었다. 유치원생 중 6.7%는 스위스의 영주권 또는 임시 거주자(시민권 아님)였으며, 10.0%는 교실 언어와 다른 모국어를 사용한다. 지자체에는 9개의 초등 학급과 172명의 학생이 있었다. 초등학생의 9.9%는 스위스의 영주권 또는 임시 거주자(시민권 아님)였으며, 12.2%는 교실 언어와 다른 모국어를 사용한다. 같은 해에 총 90명의 학생이 있는 5개의 중등 학급이 있었다. 11.1%는 스위스의 영주권자 또는 임시 거주자(시민권이 아님)였으며, 7.8%는 교실 언어와 다른 모국어를 사용했다.
2000년 기준으로 링겐베르크에는 다른 시정촌에서 온 학생이 6명, 시외 학교에 다니는 거주자는 73명이었다.

## 교통
링겐베르크역은 브뤼닉선에 있으며, 인터라켄과 마이링엔 사이를 1시간 간격으로 운행하는 레기오 열차가 운행된다. 매시간 포스트 버스가 인터라켄, 골드스빌, 링겐베르크를 연결한다.

## 기타 정보
링겐베르크는 링겐베르크-골드스빌 플라네텐베크의 중심이기도 하다. 이 모델은 태양계의 1:1.000.000.000 축척 모델로, 태양과 행성이 인근 마을을 연결하는 도보 경로를 따라 배열되어 있다.